# Латвия (гостиница, Даугавпилс)
«Латвия» — гостиница в городе Даугавпилс (Латвия). Построена в 1967—1970 годах по проекту архитектора В. Федоровой. 11 сентября 1970 года Госкомиссия приняла гостиницу. Открыта 16 октября 1970 года. Расположена на центральной площади города (площадь Единства), рядом с бывшим памятником Ленину. После реконструкции в 2003—2006 годах гостиница была переименована в «Park Hotel Latgola» (латг. Latgola — Латгалия). Представляет собой архитектурную доминанту города Даугавпилса и является его высочайшим зданием, что позволяет видеть здание из всех частей города.

## Архитектурные особенности
Здание представляло собой 9-этажный прямоугольник серого цвета с зелёной отделкой около окон (до 2004 года). Имеются 2 лифта. К зданию пристроен универмаг (до 2003 года). На застеклённом 11 этаже (после 2005 года) открылось кафе с видом на центральную площадь и город. Сбоку здания установлены большие электронные часы.

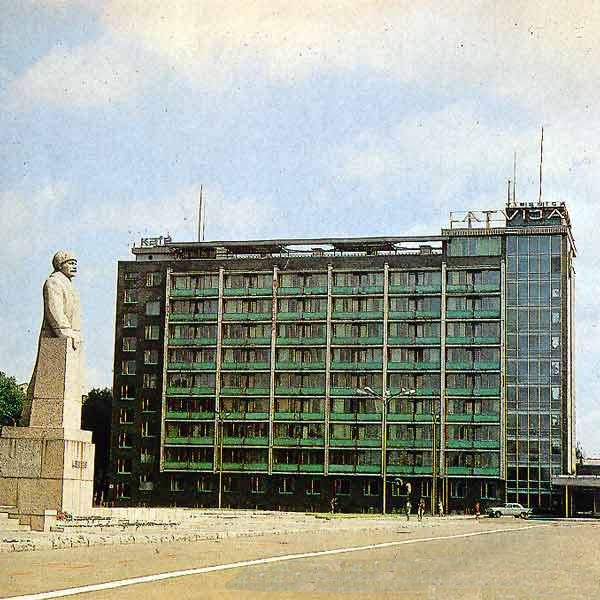
Гостиница до реконструкции

## Реконструкция
В 1995 году гостиница была приватизирована. К началу 2000-х годов гостиница изрядно устарела и не соответствовала виду города. Стала портиться внешняя отделка. Появлялись трещины в углах здания. Было решено провести реконструкцию. В 2003 году начались строительные работы. Был снесён одноэтажный универмаг, выбраны стёкла всех окон. Одновременно с реконструкцией гостиницы проводилась реконструкция центральной площади из «советского стиля» в «современный». Убраны ступени перед елями, полностью заменено всё покрытие площади. От прежней 9-этажной гостиницы «Латвия» был оставлены только несущие стены. Были заменены перекрытия, окна. Достроены 2 этажа. На месте универмага построен 2-х этажный торговый центр «Solo». Строительный работы затянулись на 1,5 года и реконструированная гостиница была открыта 3 июна 2005 года. Центральная площадь была открыта немного раньше. Гостиница получила новое название — «Park Hotel Latgola». В 2006 году были реконструированы гостиничные часы.

## Номера
На данный момент в гостинице имеются 118 номеров, 236 кроватных мест, в том числе и 6 номеров класса люкс. Открыто 5 конференц-залов и ресторан.
Номера гостиницы рассчитаны на одного, двух и трех человек.